# Club Universitario de Pando
El Club Universitario de Pando, más conocido como Universitario o simplemente la U, es un club de fútbol boliviano con sede en la ciudad de Cobija, capital de Pando. Fue fundado el 9 de marzo de 1995 por estudiantes universitarios de la Universidad Amazónica de Pando y actualmente participa en la Asociación Pandina de Fútbol (Tercera división de Bolivia).
Hizo historia en el fútbol boliviano el 3 de mayo de 2014, al ser campeón del Campeonato Nacional B y así conseguir por primera vez la participación de un equipo del departamento de Pando en la Primera División del fútbol boliviano. De esa manera, participó en la Temporada 2014/15 de la liga boliviana.

## Historia
En su primer año el equipo participó en la Tercera División de la Asociación del Fútbol de Pando, torneo del que salió campeón y el mismo año ascendió a la Segunda División.
El hecho de ascender trajo consigo la necesidad de mayor organización, e involucró el apoyo de las autoridades de la Universidad Amazónica de Pando.
La participación del equipo en Segunda categoría, la Primera B, fue también de éxito, pues el equipo había logrado jerarquizar a su plantel y contar con futbolistas talentosos de la misma universidad, por lo que logró un ascenso también histórico a Primera A. Paralelo a ello, los jugadores y fundadores del club egresaron de la misma universidad. Además, el club fue retomado por otros estudiantes y por la misma Universidad.
Paralelamente, y durante varios años, fue un tema de discusión el hecho de incluir al Departamento de Pando en la Primera División de Bolivia de otra manera que no sea por mérito deportivo.
Fue hasta que finalmente el jaguar pandino realizó una campaña casi perfecta en el Campeonato Nacional B 2013/14; durante el campeonato jugó 18 partidos, de los cuales sólo perdió 1. En el último partido ganó por 3-1 al Club Empresa Minera Huanuni y se aseguró el primer puesto del campeonato, logrando así su ascenso a Primera División.
El 2020 luego de siete años el club volvió a clasificarse a la Copa Simón Bolívar.

## Símbolos

### Mascota

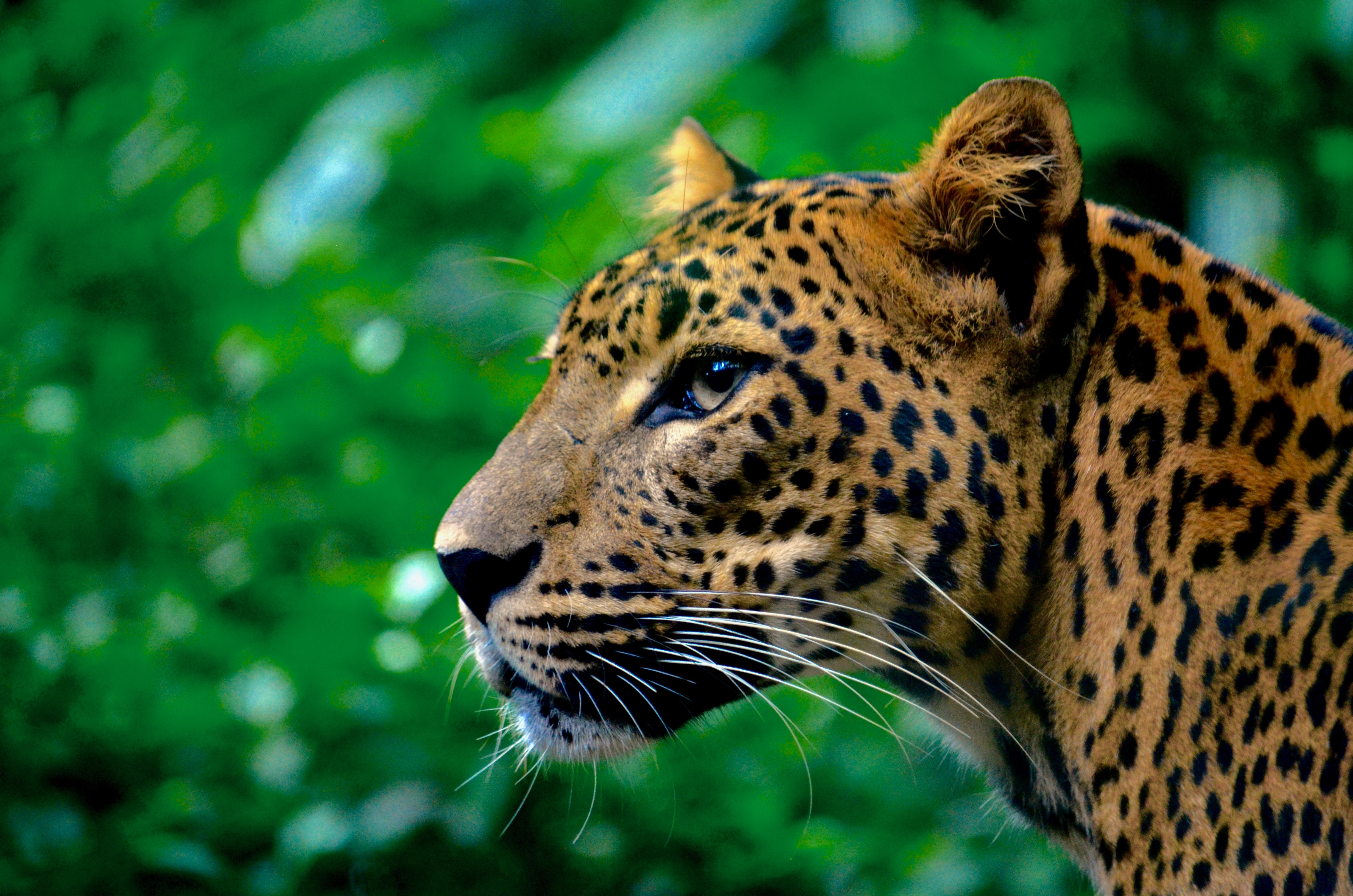
El Jaguar, símbolo del club en la actualidad.

A Universitario de Pando se le conoce como el Jaguar Pandino  por pertenecer a la región oriental de Bolivia. La mascota del club es el "Jaguar".

### Canción oficial
La canción oficial del club Universitario de Pando, fue escrita por el canto autor Pandino Smiker Coelho y se titula "Ruge Jaguar".

## Uniforme
- Uniforme titular: Camiseta amarilla con detalles verdes, pantalón verde y medias verdes.
- Uniforme alternativo: Camiseta roja con detalles azules, pantalón verde y medias rojas.

| Titular | Visitante |

## Instalaciones
Al ser administrado por la Universidad Amazónica de Pando, el equipo juega de local en el campus universitario que posee una capacidad aproximada para 4 000 espectadores y en el cual disputó sus partidos en la liga.
Durante sus partidos en la Copa Simón Bolívar, jugó en el Estadio Leopoldo Fernández de la localidad de Porvenir, cerca de Cobija.

## Hinchada

### Barras organizadas
La «Garra Amazónica» es como se denomina a la barra brava oficial del club, está compuesta por estudiantes de esa misma casa de estudios.

## Rivalidades

### Clásico estudiantil
El denominado «Clásico estudiantil» fue el partido que enfrentó a Universitario de Pando con Universitario de Sucre en la liga profesional.

### Rivalidad con Vaca Díez
A nivel regional Universitario mantiene una gran rivalidad con Vaca Díez.

## Datos del club
- Puesto histórico: 38.º
- Temporadas en Primera División: 2 (Apertura 2014-Clausura 2015).
- Temporadas en Copa Simón Bolívar: 19 (1996-2013-14; 2015-16).
- Partidos jugados: 44
  - Ganados: 5
  - Empatados: 9
  - Perdidos: 30
- Goles en Primera División:
  - A favor: 33.
  - En contra: 106.
  - Diferencia de gol: -73.
- Primer partido en torneos nacionales:  0 - 3 contra Universitario de Sucre (9 de agosto de 2014).
- Mayor goleada a favor
  - En torneos nacionales:
    - 3 - 1 contra Sport Boys Warnes (24 de agosto de 2014).
    - 2 - 0 contra Petrolero (21 de diciembre de 2014).
- Mayor goleada en contra
  - En torneos nacionales:
    - 1 - 9 contra Universitario de Sucre (11 de febrero de 2015).
    - 0 - 6 contra San José (20 de mayo de 2015).

#### Ascensos y descensos
- 2014:  Ascenso de la Copa Simón Bolívar a la Primera División de Bolivia.
- 2015:  Descenso de la Primera División de Bolivia a la Asociación de Fútbol Pando.

### Participación en campeonatos nacionales
| \| Competencia \| Posición \| \| ------------- \| -------- \| \| Apertura 2014 \| 12º \| \| Clausura 2015 \| 12º \| |          |
| Competencia | Posición |
| Apertura 2014 | 12º      |
| Clausura 2015 | 12º      |

     Campeón.
    Subcampeón.
    Tercer Lugar.
     Ascenso.
     Descenso.

## Entrenadores

### Cronología
- Miguel Mercado (2013-2014)
- Sergio Apaza (2014)
- Claudio Marrupe (2014-2015)
- José Luis Ortiz (2015)

## Palmarés

### Torneos nacionales
| Competición nacional   | Títulos  | Subcampeonatos |
| ---------------------- | -------- | -------------- |
| Copa Simón Bolívar (1) | 2013/14. |                |

### Torneos regionales (1)
| Competición regional   | Títulos       | Subcampeonatos  |
| ---------------------- | ------------- | --------------- |
| Campeonato Pandino (1) | 2012/13,2024. | 2009, 2010. (2) |

## Otras disciplinas deportivas
En la Universidad Amazónica de Pando se practican diversos deportes entre ellos el Futsal.